# Enzi (Möbel)

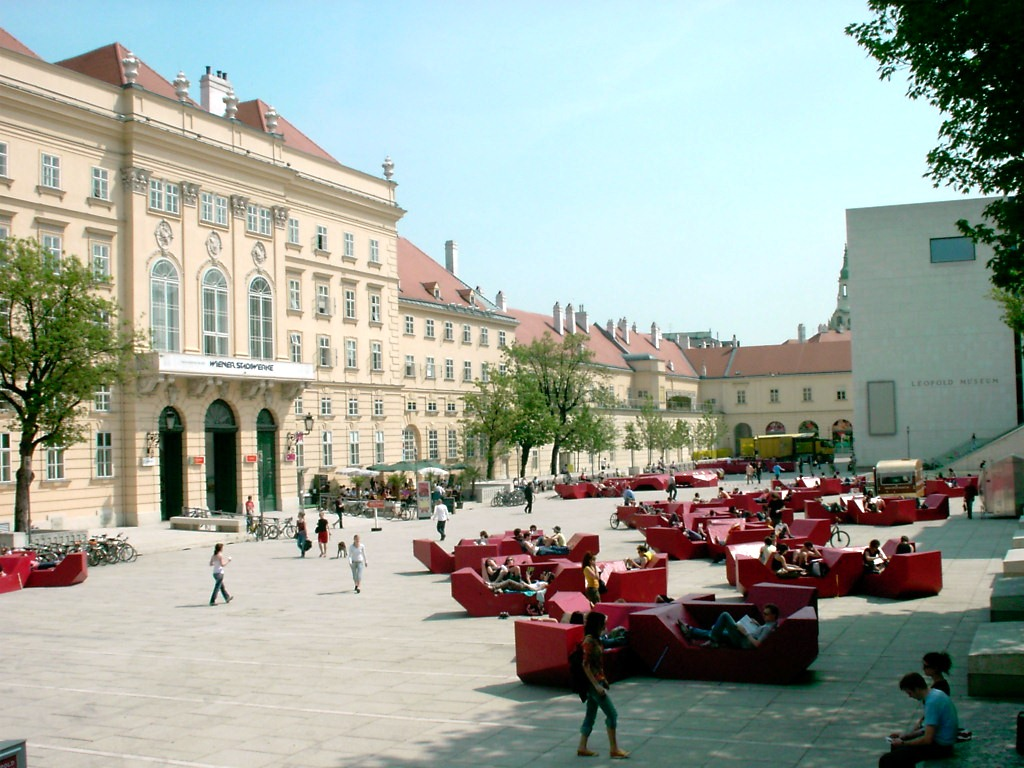
Enzis im Innenhof des MuseumsQuartiers (2006)

Das Möbel Enzi ist seit 2002 ein Möblierungsbestandteil des Innenhofs im MuseumsQuartier (MQ) in Wien, ein sogenanntes Hofmöbel. Es wurde von den Architekten Anna Popelka und Georg Poduschka designt. Die Namensgebung bezieht sich auf Daniela Enzi, die bis 2012 Prokuristin des MuseumsQuartiers war. Seit 2010 wurden die Hofmöbel im MuseumsQuartier (MQ) Wien um die Modelle „Enzo“ (2010 bis 2013) und „Viena“ (seit 2013 im Gebrauch) ergänzt.

## Ursprung der Enzis

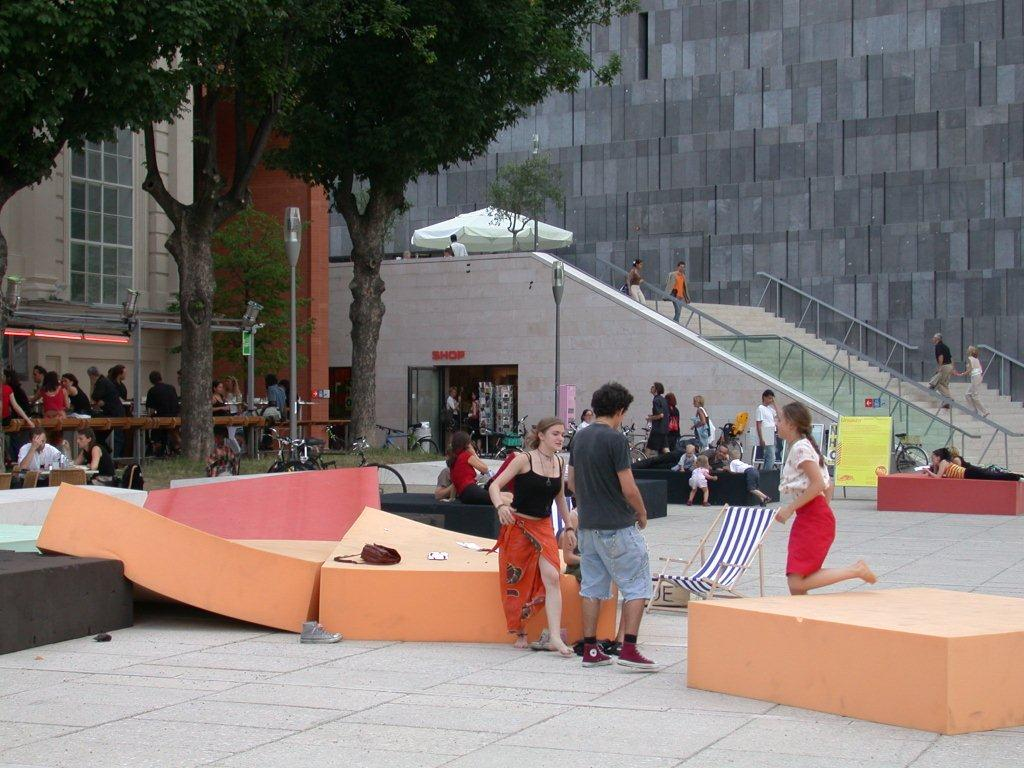
Installation des Künstlers Josef Trattner im Hof des MuseumsQuartiers, 2002

Die Möblierung des Hofs des Wiener MuseumsQuartiers geht ursprünglich auf eine Schaumstoff-Performance des Wiener Künstlers Josef Trattner zurück: Im Sommer 2002 entwarf Trattner für das Areal im MuseumsQuartier große Schaumstoffkuben, die im Rahmen einer temporären Installation von den Besuchern begeistert genutzt wurden. Die Geschäftsführung der MuseumsQuartier Errichtungs- und Betriebsgesellschaft (MQ E+B) lud daraufhin zu einer Ideenfindung für dauerhafte Sitzmöbel für die MQ-Höfe ein. Sieger wurde das Architektenteam PPAG mit seinem Hofmöbel „Enzi“.
Ab November 2002 fand zum ersten Mal die von der MQ E+B konzipierte Programmschiene „Winter im MQ“ statt. Zu diesem Anlass zog die Hofmöblierung „Enzis“ in Form von „Iglus“ erstmals ins MQ ein. Ab 1. Mai 2003 fand erstmals die von der MQ E+B konzipierte Programmschiene „Sommer im MQ“ statt. Die ersten zum Liegen bereitgestellten Enzis waren in der Farbe schwimmbadblau gehalten.

## Enzos

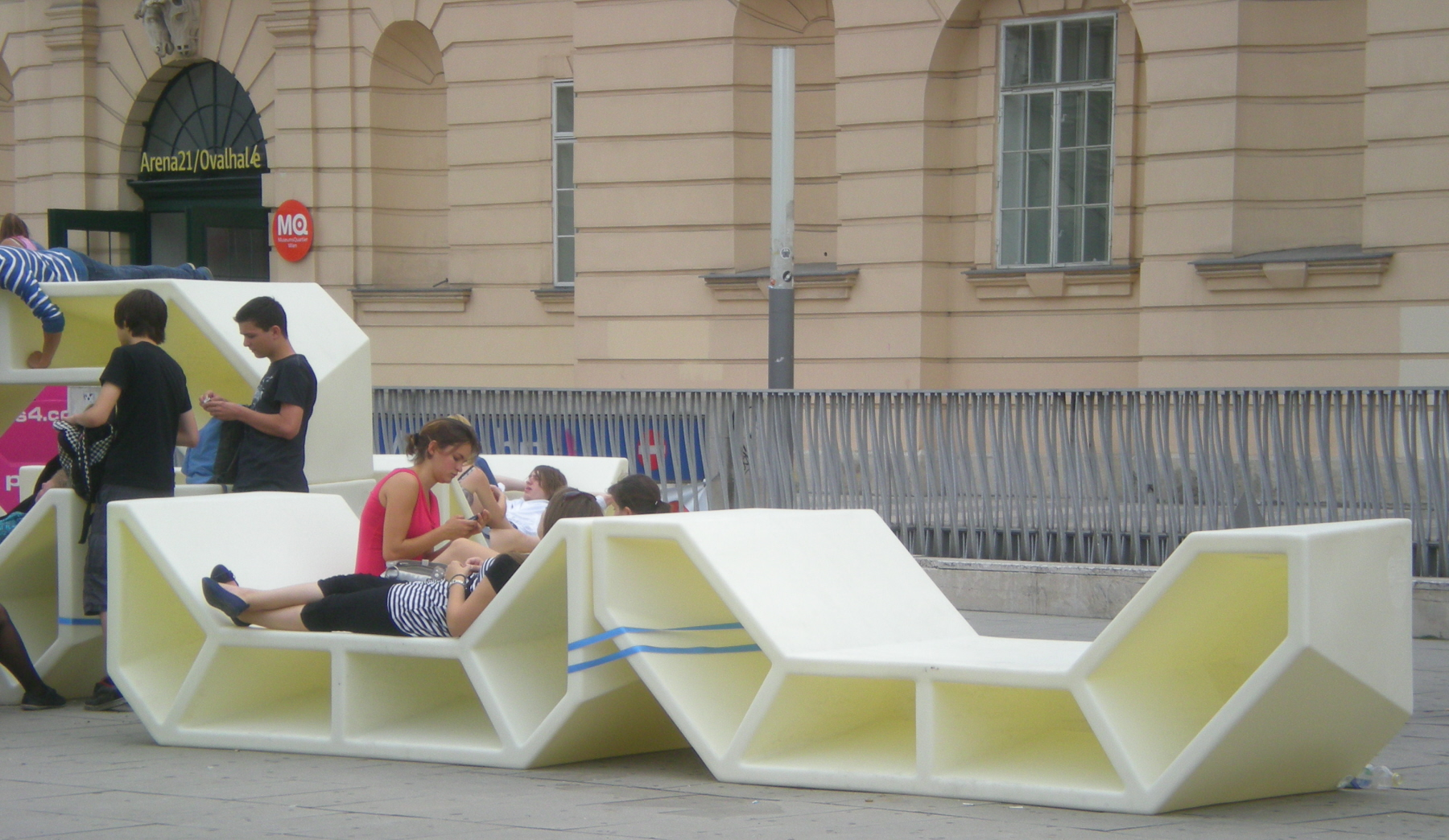
Enzos vor dem MuseumsQuartier

Am 11. November 2009 brannten Enzis, die im Hof des Wiener MuseumsQuartiers zu einem Eispalast zusammengestellt waren, ab. Für den Brand wurde ein Kurzschluss verantwortlich gemacht. Nach diesem Brand wurden zwar noch neue Enzis hergestellt, gleichzeitig wurde dieses Ereignis auch zum Anlass genommen, die gewohnte Form der Enzis zu überarbeiten. Diese Aufgabe wurde vom Designerduo Ludwig Slezak und Margarita Navarro in Zusammenarbeit mit den Enzi-Entwicklern PPAG übernommen.
Die Enzos genannten Möbel sind hohl, werden aus einem brandresistenteren Kunststoff gefertigt und sollen nicht mehr jährlich umgefärbt werden. Ein Farbenmix sollte dadurch entstehen, dass jedes Jahr jene Enzos mit den ärgsten Abnutzungserscheinungen ausgemustert und durch neue, andersfarbige ersetzt werden.
Anfang August 2010 wurden die ersten Enzos (rund 60 Stück) zu einem Stückpreis von rund 1500 Euro geliefert. Der neue Name Enzo soll auf das Herstellerland Italien hinweisen.
Die Enzos waren bis 2012 im Einsatz.

## Vienas
Mit den Vienas wurde die Serie der MQ Hofmöbel im Jahr 2013 weiterentwickelt und fortgesetzt. Das Design stammt erneut vom Architektenteam PPAG Möbel, das im „Viena“ Elemente von Enzis und Enzos vereint hat. Vom Enzi wurde die Form übernommen, die Maße aber verändert. Vom Enzo wurden Material und Produktionsverfahren in verbesserter Weise übernommen. Die Vienas sind aus Polyethylen und zu 100 Prozent recyclebar. In der Mitte der Sitzfläche befindet sich ein Loch, durch das Regenwasser abfließen oder in dem die Stange eines Sonnenschirms fixiert werden kann.

## Auswahl der Farben
Die Farbe der im Wiener MuseumsQuartier platzierten Enzis bzw. Enzos wurde bis 2010 jährlich festgelegt´. Seither wurde die Farbe alle zwei Jahre verändert und von der MuseumsQuartier Errichtungs- und Betriebsgesellschaft per Online-Voting aufgrund eines Dreier- oder Vierervorschlags ermittelt. Im Laufe der Jahre wurden folgende Farben gewählt beziehungsweise verwendet:
- Schwimmbadblau (2003)
- Hellrosa (2004)
- Pistaziengrün (2005)
- Freudliegenrot (2006)
- Cremebeige (2007)
- Fastaustriaviolett (2008), Auswahlalternative: Beinaherapidgrün
- Zitroneneisgelb (2009), Auswahlalternative: Maiwiesengrün
- Candy Shop Pink (2010), Auswahlalternativen: Strawberry Fields (rot), Lush Meadow (grün), Down Town (grau)
- Lush Meadow Green, Strawberry Field Red, Candy Shop Pink, Ivory Tusk White (2011, ohne Voting)
- Tröpferlbadblau (2013), Auswahlalternativen: Havannarot, Volksmöbelorange
- Mermaid (türkis) (2015), Auswahlalternativen: Tangerine (orange), Electro (hellblau)
- Twinnigrün (2017), Auswahlalternativen: Twinniorange, Sportgummirot
- Sonnenuntergang (ab 5. April 2018), Alternativen für die Abstimmenden waren „Festivalschlamm“ und „Meeresbrise“[12]
- Libelle (grün) (2020), Auswahlalternativen für Kolibri, Stadttaube[13]

Die MQ Hofmöbel im neuen Farbton werden zu Beginn der „Hof-Saison“ im Haupthof aufgestellt. Ältere Modelle wandern in Nebenhöfe oder werden um je 600 € „ab Hof“ von der MuseumsQuartier Errichtungs- und Betriebsgesellschaft verkauft. Ebenso können dort neu produzierte Enzos und Vienas bezogen werden.

## Urbanes Symbol
Die MQ Hofmöbel gelten mittlerweile als Symbol für urbane Lebensart. Unter den Wiener Stadtbewohnerinnen und Stadtbewohnern gilt das MuseumsQuartier (MQ) Wien als „städtische Oase“ oder als „öffentliches Wohnzimmer“; eine Entwicklung, zu der die Hofmöbel wesentlich beigetragen haben. In den warmen Monaten sind die Hofmöbel stark frequentiert und werden als Treffpunkt und zur Erholung genutzt.
Im Rahmen des 2015 in Wien ausgetragenen Eurovision Song Contests wurden 40 Künstlerinnen und Künstler eingeladen, ein Hofmöbel für die Aktion „EUROART“, die das Wiener MuseumsQuartier (MQ) gemeinsam mit dem ORF durchführte, zu gestalten. Per Los wurde den Künstlerinnen und Künstlern ein am Song Contest teilnehmendes Land als Thema zugeteilt. Die Aktion wurde von drei der großen Kunstinstitutionen im Wiener MuseumsQuartier (MQ), dem Leopold Museum, dem mumok und der Kunsthalle Wien, kuratorisch betreut. Die künstlerisch gestalteten Hofmöbel waren vom 16. bis 27. Mai 2015 im Haupthof des Wiener MuseumsQuartiers ausgestellt und wurden danach zugunsten der Aktion Nachbar in Not für die Erdbebenopfer in Nepal versteigert. Der Erlös lag bei 30.000 Euro.

## Verteilung

Enzis in Düsseldorf
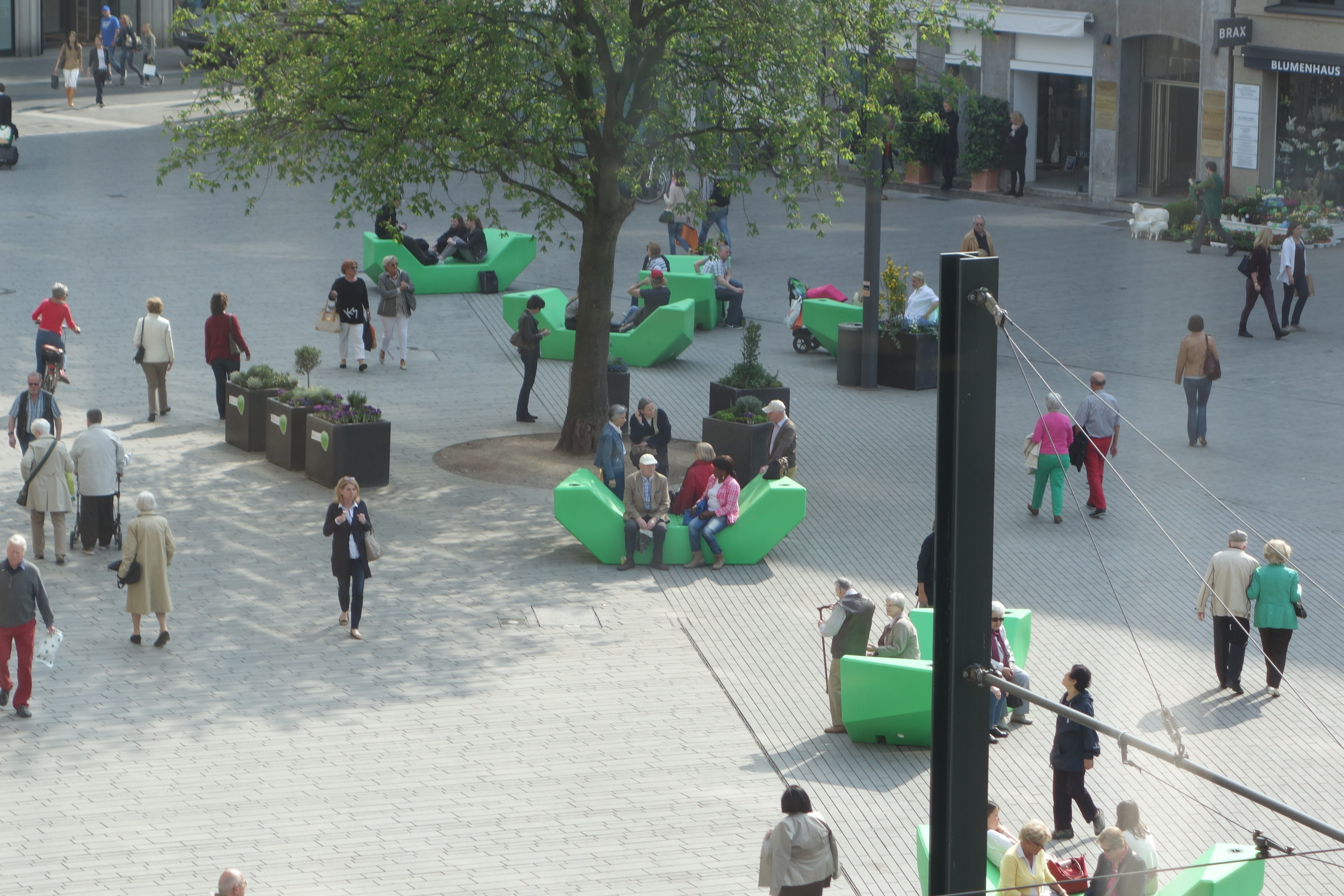
Wieder als „Enzi“ bezeichnete grüne Bänke, 1. April 2014, am Tag nach der Aufstellung
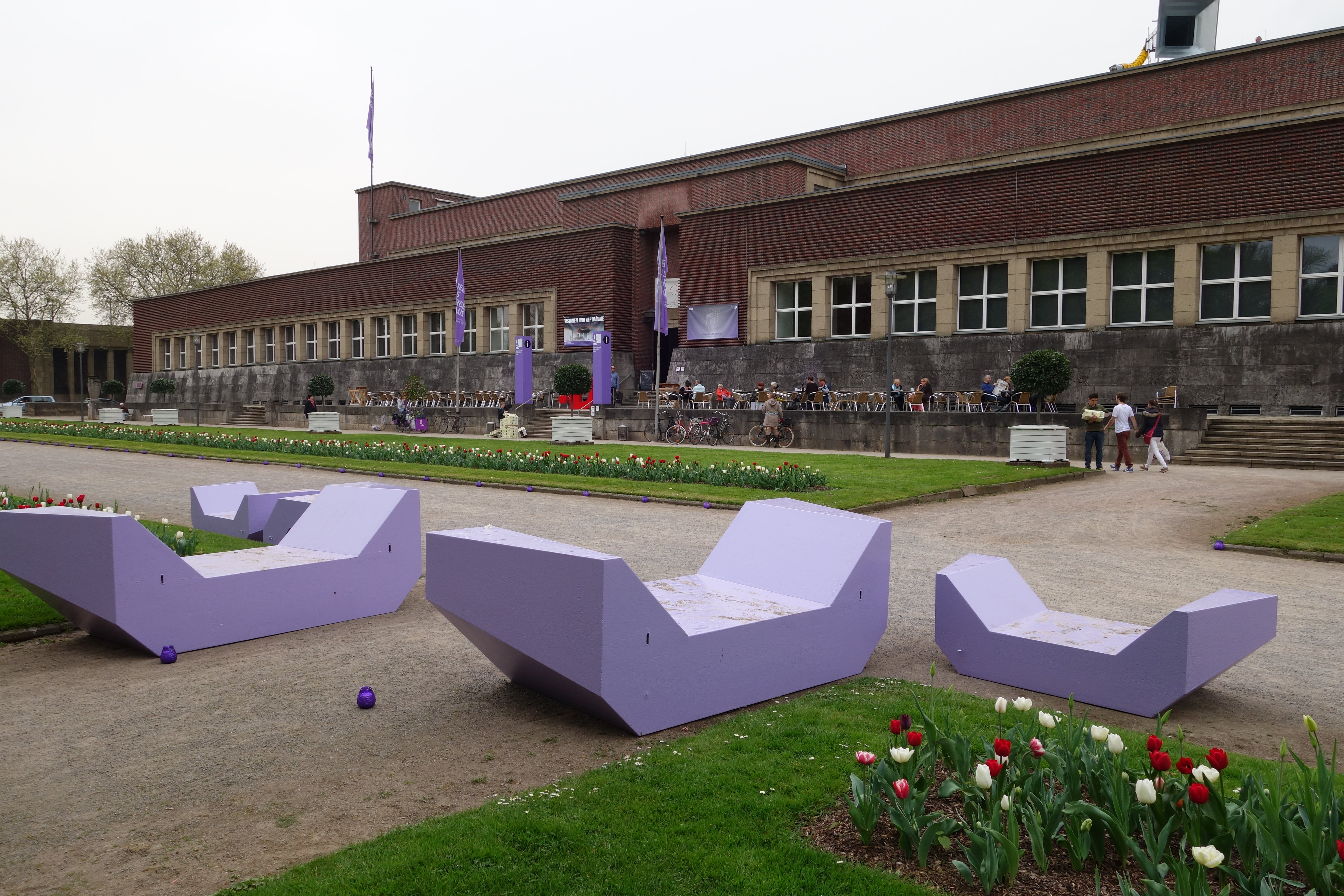
Lila Bänke anlässlich der Quadriennale Düsseldorf 2014

Die Enzis gelten als Kultobjekte im MuseumsQuartier. Insbesondere an sonnigen Sommertagen sind alle Enzis im Innenhof restlos belegt. Im Jahr 2010 wurden Enzis auch im Madrider Museumsdreieck und vor dem Museu d’Art Contemporani de Barcelona aufgestellt, um Werbung für Wien zu machen. 2013 wurden von WienTourismus Enzis im Gorki-Park in Moskau aufgestellt. Die Landeshauptstadt Düsseldorf möblierte 2014 den Schadowplatz mit maiwiesengrünen Enzis. 2015 wurden auf der Hamburger Reeperbahn – teils künstlerisch gestaltete – Enzis aufgestellt. Seit 2017 finden sich auch einige Exemplare auf dem Campus der Universität Bayreuth.

## Auszeichnungen
- 2005: Die Entwickler PPAG – Anna Popelka, Georg Poduschka und der Besteller MuseumsQuartier Errichtungs- und BetriebsgmbH wurden für das Outdoor-Möbel Enzi mit dem österreichischen Adolf-Loos-Design-Staatspreis ausgezeichnet.